# I. A třída Královéhradeckého kraje 2006/2007
V utkáních I. A třídy Královéhradeckého kraje 2006/2007, jedné ze skupin 6. nejvyšší fotbalové soutěže v Česku, se utkalo 14 týmů dvoukolovým systémem podzim – jaro. Tento ročník začal v srpnu 2006 a skončil v červnu 2007.
Postup si zajistil vítěz SK Jičín a druhý tým TJ Červený Kostelec, sestoupily poslední 2 týmy.

## Konečná tabulka I. A třídy Královéhradeckého kraje 2006/2007
| Poř. | Tým                           | Z  | V  | R | P  | VG | OG | B  |
| ---- | ----------------------------- | -- | -- | - | -- | -- | -- | -- |
| 1.   | SK Jičín (S)                  | 26 | 17 | 6 | 3  | 69 | 26 | 57 |
| 2.   | TJ Červený Kostelec           | 26 | 18 | 2 | 6  | 69 | 34 | 56 |
| 3.   | FK Chlumec nad Cidlinou       | 26 | 13 | 5 | 8  | 48 | 32 | 44 |
| 4.   | FC Nový Hradec Králové        | 26 | 13 | 5 | 8  | 48 | 36 | 44 |
| 5.   | TJ Dvůr Králové nad Labem „B“ | 26 | 12 | 5 | 9  | 61 | 46 | 41 |
| 6.   | TJ Sokol Roudnice             | 26 | 12 | 5 | 9  | 55 | 48 | 41 |
| 7.   | TJ Rudník (N)                 | 26 | 12 | 4 | 10 | 55 | 64 | 40 |
| 8.   | FC Vrchlabí                   | 26 | 11 | 5 | 10 | 41 | 41 | 38 |
| 9.   | TJ Spartak Police nad Metují  | 26 | 11 | 4 | 11 | 52 | 52 | 37 |
| 10.  | TJ Lázně Bělohrad             | 26 | 9  | 8 | 9  | 60 | 58 | 35 |
| 11.  | MFK Trutnov „B“ (N)           | 26 | 9  | 2 | 15 | 41 | 53 | 29 |
| 12.  | SK Bystřian Kunčice           | 26 | 8  | 5 | 13 | 34 | 49 | 29 |
| 13.  | TJ Baník Žacléř               | 26 | 3  | 4 | 19 | 25 | 67 | 13 |
| 14.  | TJ Sokol Malšovice (N)        | 26 | 0  | 8 | 18 | 16 | 68 | 8  |

Poznámky:
- Z = Odehrané zápasy; V = Vítězství; R = Remízy; P = Prohry; VG = Vstřelené góly; OG = Obdržené góly; B = Body; (S) = Mužstvo sestoupivší z vyšší soutěže; (N) = Mužstvo postoupivší z nižší soutěže (nováček)

|  | Postup do Krajského přeboru Královéhradeckého kraje 2007/2008 |
|  | Sestup do příslušné I. B třídy 2007/2008                      |